# Nothostele acianthiformis
Nothostele acianthiformis är en orkidéart som först beskrevs av Heinrich Gustav Reichenbach och Johannes Eugen ius Bülow Warming, och fick sitt nu gällande namn av Leslie Andrew Garay. Nothostele acianthiformis ingår i släktet Nothostele och familjen orkidéer. Inga underarter finns listade i Catalogue of Life.